# Beckley (Virginia Occidental)
Beckley es una ciudad ubicada en el condado de Raleigh en el estado estadounidense de Virginia Occidental. En el Censo de 2010 tenía una población de 17614 habitantes y una densidad poblacional de 715,8 personas por km².

## Geografía

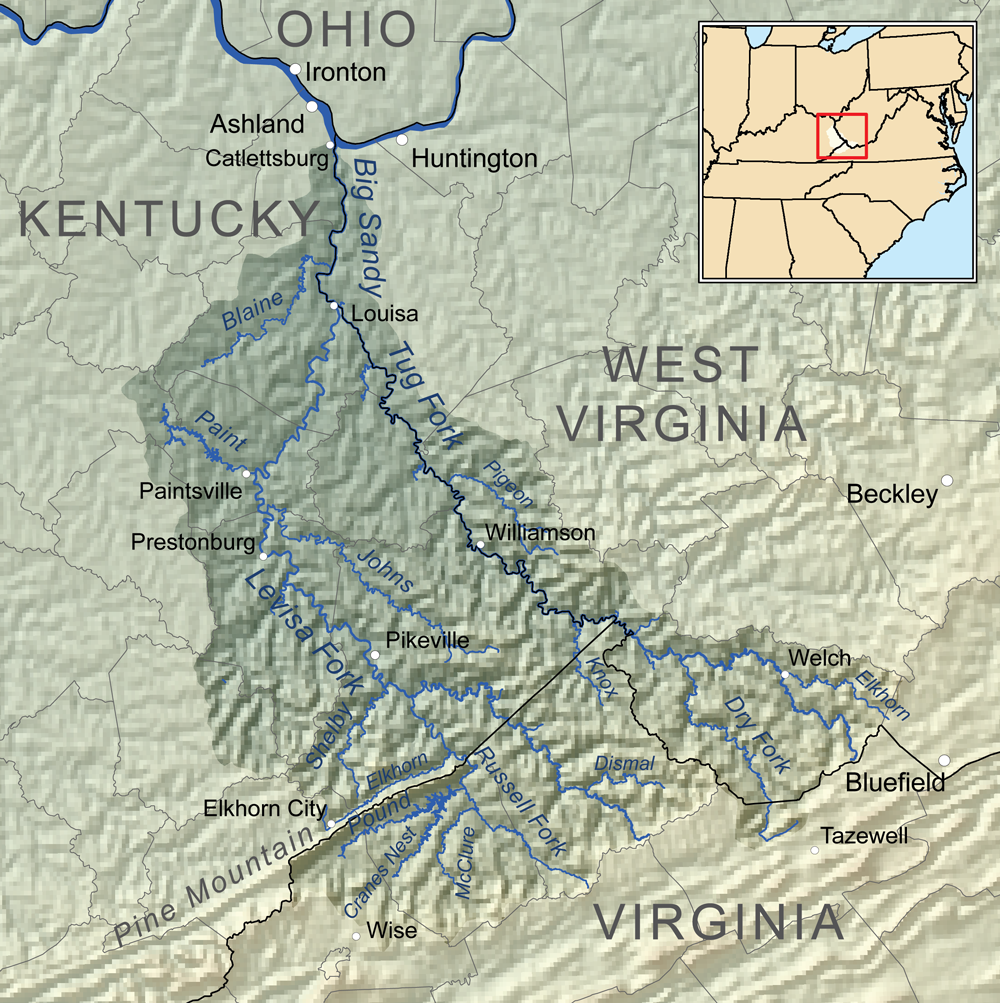
Mapa del río Big Sandy en el que aparece a la derecha Beckley

Beckley se encuentra ubicada en las coordenadas 37°46′23″N 81°9′42″O / 37.77306, -81.16167. Según la Oficina del Censo de los Estados Unidos, Beckley tiene una superficie total de 24.61 km², de la cual 24.58 km² corresponden a tierra firme y (0.12%) 0.03 km² es agua.

## Demografía
Según el censo de 2010, había 17614 personas residiendo en Beckley. La densidad de población era de 715,8 hab./km². De los 17614 habitantes, Beckley estaba compuesto por el 72.35% blancos, el 21.2% eran afroamericanos, el 0.32% eran amerindios, el 2.45% eran asiáticos, el 0.01% eran isleños del Pacífico, el 0.51% eran de otras razas y el 3.17% pertenecían a dos o más razas. Del total de la población el 1.5% eran hispanos o latinos de cualquier raza.